# 勒夫里尼
勒夫里尼（法語：Leuvrigny，法語發音：[lœvʁiɲi]）是法国马恩省的一个市镇，属于埃佩尔奈区。

## 地理
勒夫里尼（49°4'6"N, 3°45'29"E）面积8 平方千米，位于法国大東部大區马恩省，该省份为法国东北部内陆省份，北起阿登省，西北接埃纳省，西南接塞纳-马恩省，南至奥布省，东南接上马恩省，东临默兹省。
与勒夫里尼接壤的市镇（或旧市镇、城区）包括：马勒伊港、费斯蒂尼、厄伊。

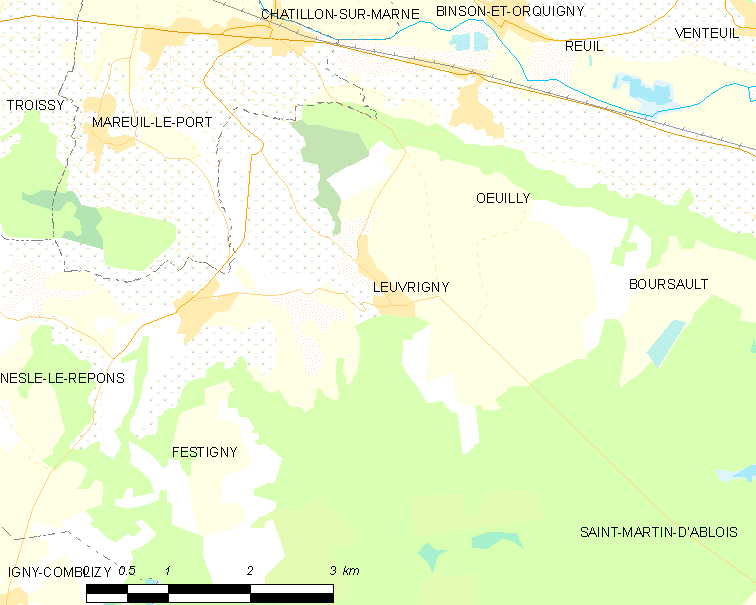
勒夫里尼的OSM定位图

勒夫里尼的时区为UTC+01:00、UTC+02:00（夏令时）。

## 行政
勒夫里尼的邮政编码为51700，INSEE市镇编码为51320。

## 政治
勒夫里尼所属的省级选区为多尔芒-香槟景县。

## 人口

1962-2008年间勒夫里尼人口变化图示

勒夫里尼于2022年1月1日时的人口数量为302人。